# 通脹放緩
，在經濟學中指經濟雖仍處在通貨膨脹狀態，但通貨膨脹之速度下降。比如，当一个国家处于反通货膨胀时，物价成长率从每年10%减缓至每年3%，虽然说物价仍然在增长，但是增长的速度下降了。

## 反通货膨胀的形式
中央銀行可經設定利率及其他货币政策來有力地影響通貨膨脹率。高利率及資金需求成長遲緩為央行反通胀的典型手法，以降低就業及生產來抑制物價上漲。
然而，不同國家的央行對控制通貨膨脹有不同的觀點。例如說，有些央行密切注意對稱性通貨膨脹目標，而有些僅在通貨膨脹率過高時加以控制。欧洲中央银行因在面對高失業率時採行後者而受指責。
货币主义者著重經由金融政策以降低資金供給來提高利率。凯恩斯主义者則著重於經由增稅或降低政府開支等財政手段來普遍性的降低需求。其對金融政策的解釋部分來自罗伯特·索洛對日用品價格上漲所作的研究成果。供給学派所主張的抵抗通貨膨脹方法為：固定貨幣與黃金等固定參考物的兌換率，或降低浮動貨幣結構中的边际税率以鼓勵形成資本。所有這些政策可透過公开市场操作達成。
另一種方法為直接控制薪資與物價。美國在1970年代早期，理查德·尼克松主政下，曾試驗過這種方法。其中一個主要的问题是，這些政策與刺激需求面同時實施。故供給面的限制（控制手段、潛在產出）與需求增長產生衝突。經濟學家視物價控制為不良作法，因其助長短缺、降低生產品質，從而扭曲經濟運行。
實際上，物价控制可能因抵抗通貨膨脹而使經濟衰退更具影響力（因降低需求而提高失業率），而經濟衰退可在需求高漲時防止物價因控制產生歪曲。